# Baie de Prydz
La baie de Prydz est une baie de l'Antarctique, entre la Côte de Lars-Christensen et la Côte d'Ingrid-Christensen. Elle est essentiellement couverte par la barrière d'Amery.
Des portions de la baie ont été aperçues en janvier et février 1931 par les baleiniers norvégiens et l'expédition BANZARE.
Elle a été explorée en février 1935 par le capitaine d'un baleinier norvégien Klarius Mikkelsen, et a été cartographiée en détail à partir de photographies aériennes prises par l'expédition Lars Christensen (1936-1937).
Elle a été nommée d'après Olaf Prydz, directeur général de la Hvalfangernes Assuranceforening à Sandefjord, en Norvège. 
La base antarctique russe Progress est située à proximité, sur les collines Larsemann. La Base antarctique indienne Bharati est également située dans les parages.